# Laon
Laon là tỉnh lỵ của tỉnh Aisne, thuộc vùng Hauts-de-France của nước Pháp, có dân số là 26.265 người (thời điểm 1999).

## Điểm tham quan
Thành phố có nhiều tòa nhà thời Trung Cổ, bao gồm cả nhà thờ Đức Bà Notre-Dame của Laon, hầu hết đều có niên đại từ thế kỷ 12 và 13. Nhà phân viện và tu viện chứa mẫu vật kiến trúc đầu thế kỷ 13. Cung điện giám mục cũ, tiếp giáp với nhà thờ, giờ đây được sử dụng làm tòa án. Phía trước, bên cạnh tháp pháo, bị xỏ bởi các cửa sổ nhọn lớn. Ngoài ra còn có một nhà gothic Gothic và một nhà nguyện cũ gồm hai tầng, một ngày trước nhà thờ.
Nhà thờ St Martin có từ giữa thế kỷ 12. Các tòa nhà thuộc viện bảo tàng cũ của cùng một nền móng giờ đây được sử dụng làm bệnh viện. Bảo tàng Laon có bộ sưu tập điêu khắc và vẽ tranh. Trong khu vườn của nó có một nhà nguyện của Templar thuộc thế kỷ 12.
Một trong những nhà thờ lâu đời nhất trong thành phố là St John the Baptist, gần Vaux-sous-Laon, có từ thế kỷ thứ 11 đến thế kỷ 13 và được xây dựng theo phong cách Gothes và Romanesque.

## Giao thông vận tải
Cho đến tháng 8 năm 2016, thành phố này có một hệ thống xe điện mặt đất hoàn toàn tự động được gọi là Poma 2000. Nó kết nối thị trấn phía trên (trung tâm lịch sử, nằm trên cao nguyên) với thị trấn hạ lưu, có ba trạm và chạy Trên lốp cao su. Ngược lại, hệ thống xe điện San Francisco được vận hành bằng tay, và hầu hết các hệ thống cáp treo tự động đều bị hạn chế hoạt động trong các sân bay và bệnh viện, mặc dù có thể tìm thấy chiếc xe cáp treo tự động có tên là Minimetrò ở Perugia.
Công ty vận tải TUL (Transports Urbains Laonnois) của thị trấn cũng vận hành các tuyến xe buýt địa phương.

## Hình ảnh

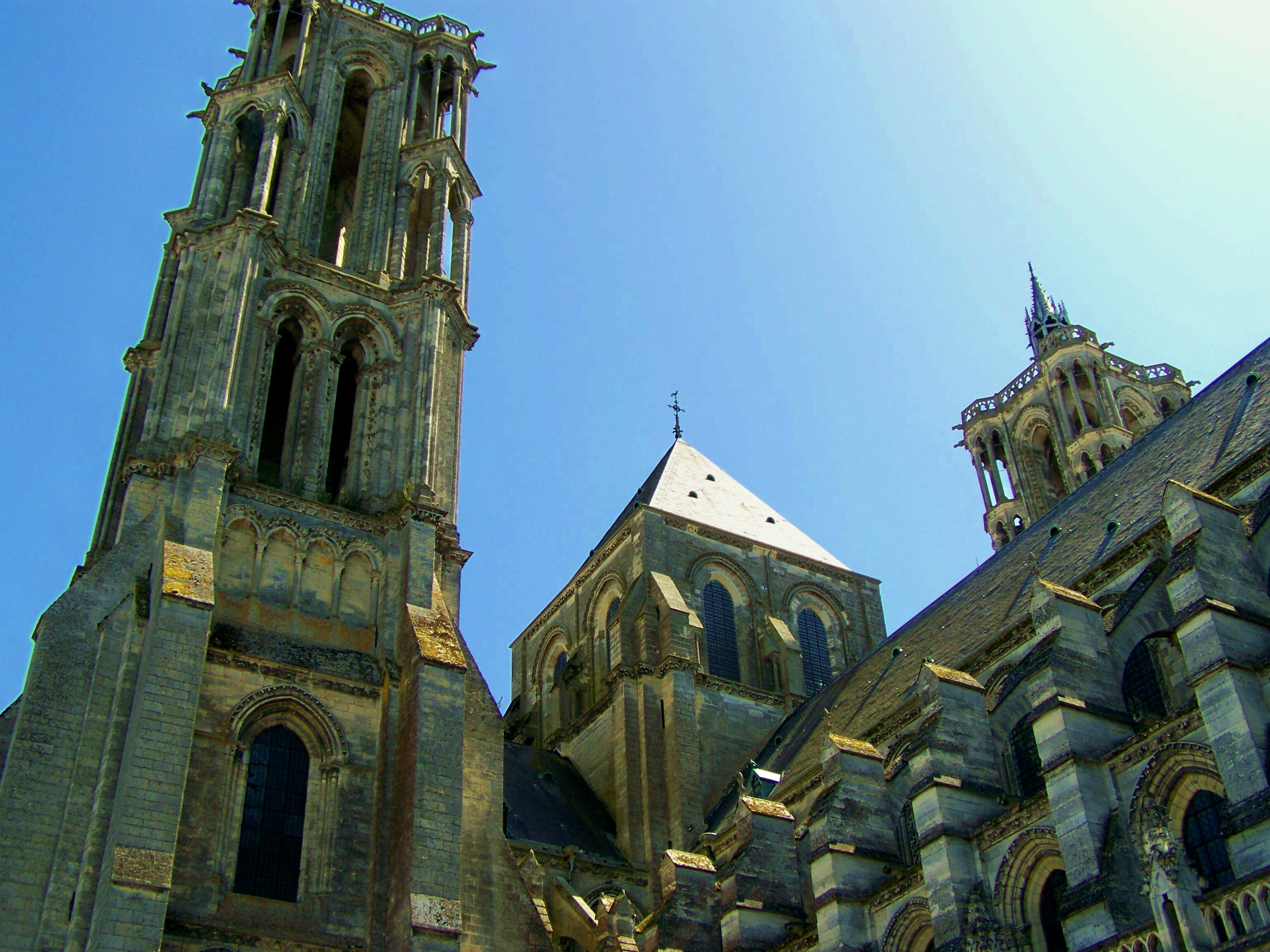
Nhà thờ lớn của Notre-Dame của Laon
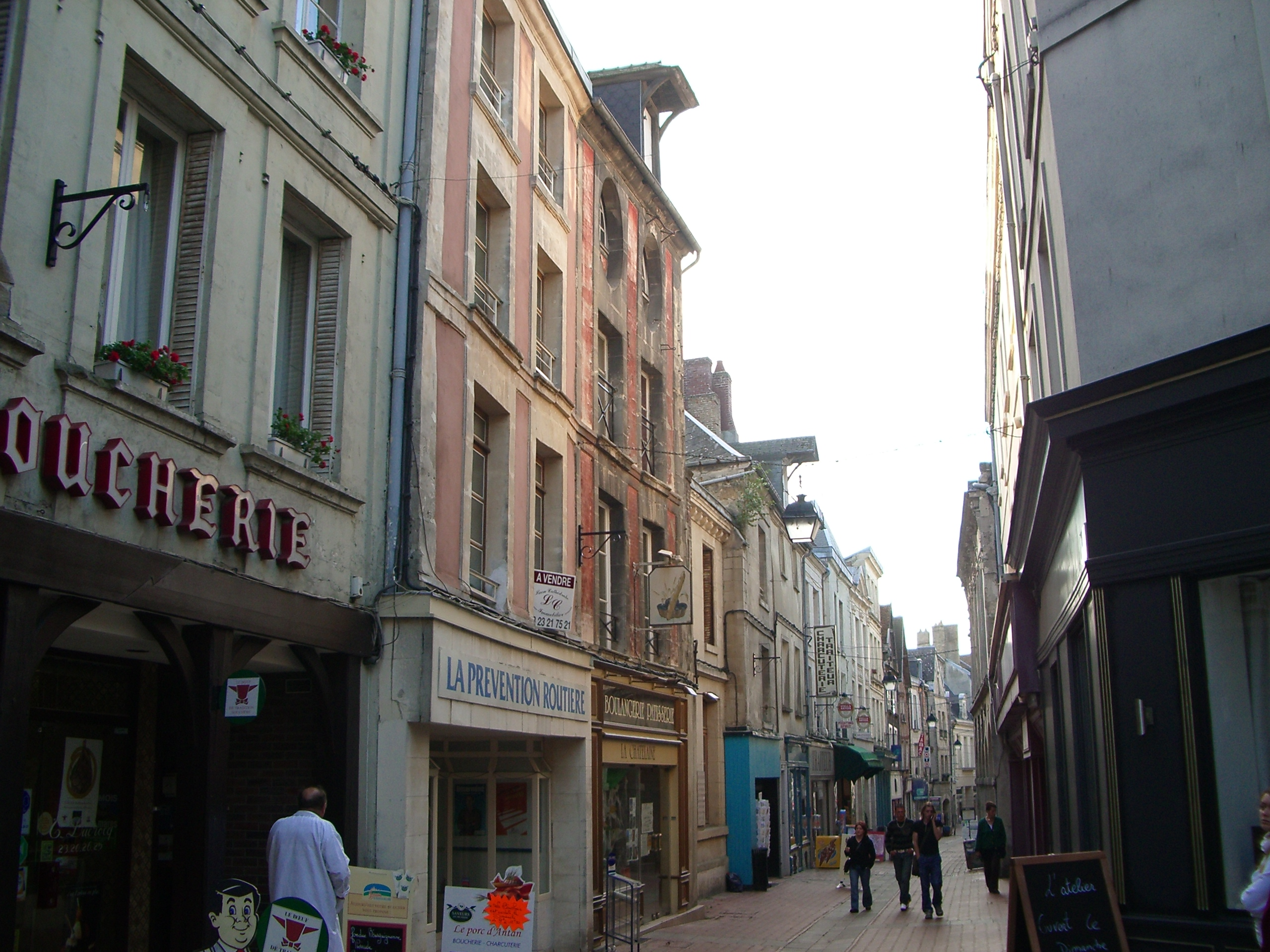
Rue Châtelaine
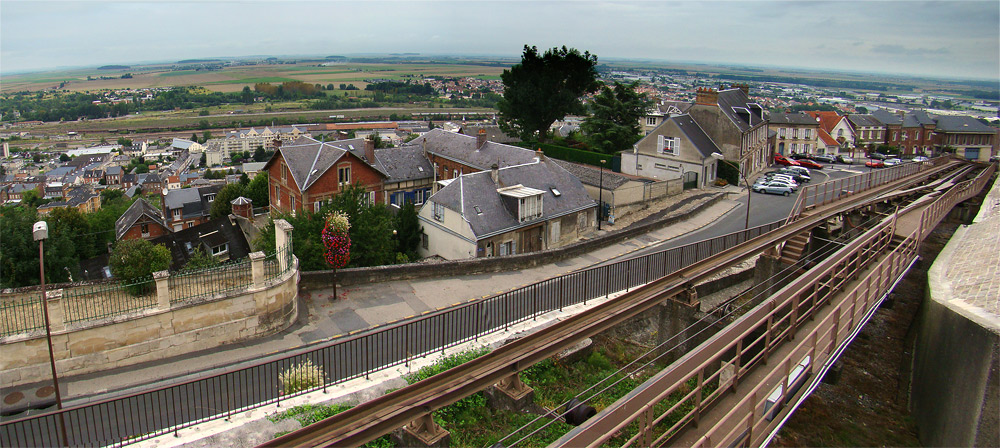
Hệ thống giao thông
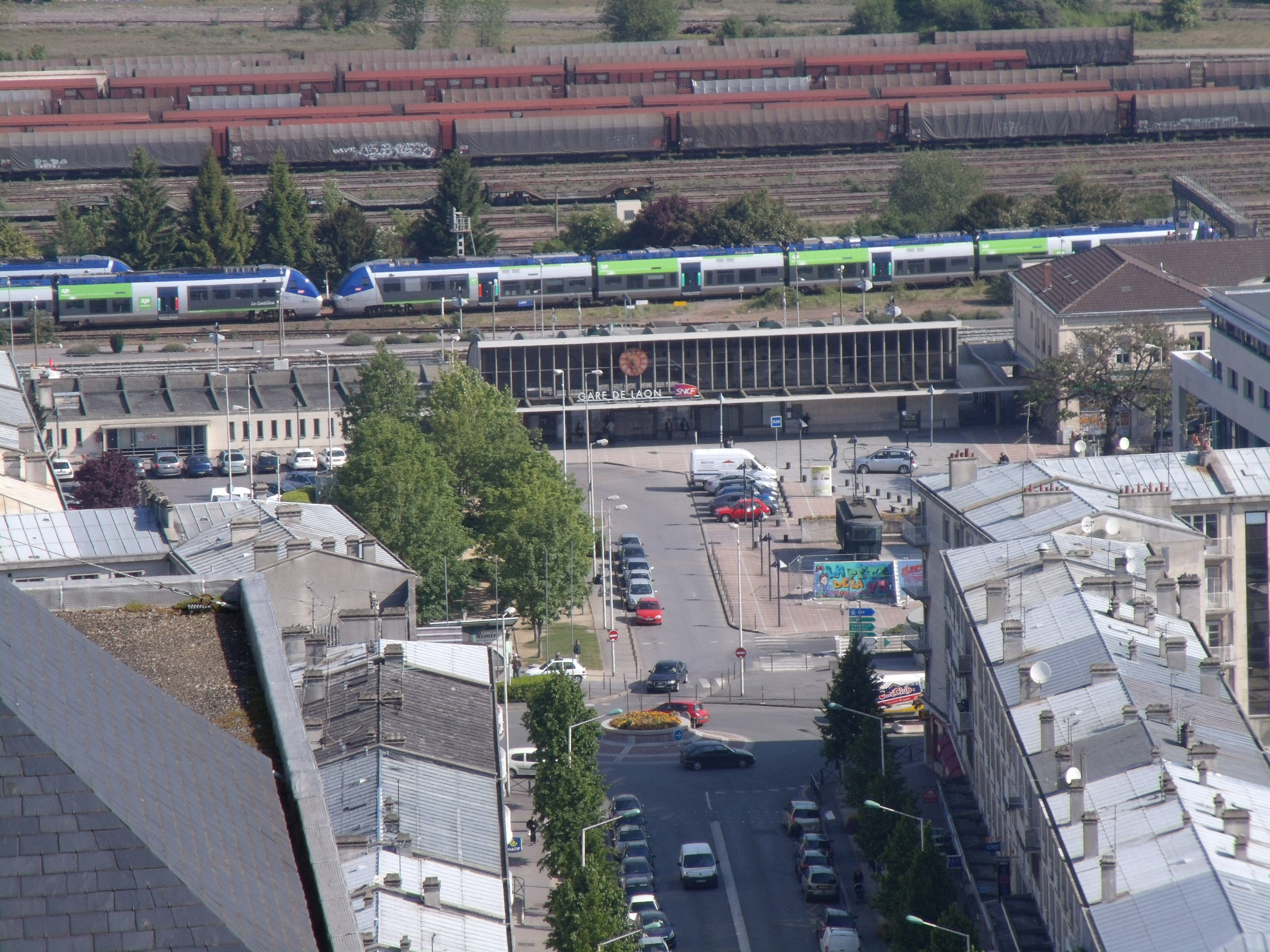
Nhà ga Laon

## Các thành phố kết nghĩa
- Soltau, Đức
- Winchester, Anh[5][6]

## Những người con của thành phố
- Bertrada trẻ, cũng còn được gọi là Bertrada của Laon genannt, vợ của Pippins trẻ và mẹ của Đại đế Karl
- Désiré Dondeyne, nhà soạn nhạc và nhạc trưởng dàn nhạc
- Heribert von Laon, bá tước của Laon trong thế kỷ thứ 8
- Jacques Marquette, người phát hiện ra sông Mississippi (1637-1674)
- Pierre Méchain nhà thiên văn học
- Antoine Le Nain, Louis Le Nain và Mathieu Le Nain, các họa sĩ người Pháp